# Ialysus rufus
Ialysus rufus är en kräftdjursart som beskrevs av Alessandro Brian 1927. Ialysus rufus ingår i släktet Ialysus och familjen Diosaccidae. Inga underarter finns listade i Catalogue of Life.